# 길웨쥐
길웨쥐 또는 길웨산쥐(Rattus giluwensis)는 시궁쥐속에 속하는 설치류의 일종이다. 파푸아뉴기니 길웨 산에서만 발견되며, 카이엔데 고지대의 아고산 초원에서 서식한다.

## 특징
꼬리 길이 84~108mm를 제외한 몸길이가 136~187mm인 보통 크기의 설치류로 발 길이는 28~32mm이다. 털이 아주 무성하고 부드럽다. 등 쪽은 불그스레한 갈색을 띠는 반면에 배 쪽은 누르스름한 회색이다.

## 생태
땅 위에서 주로 생활하는 육상성 설치류다. 키 큰 풀 속에 둥지를 만들고, 그 곳으로 가는 굴을 판다. 먹이는 풀 씨앗과 고산 식물 꽃이다. 2월과 3월, 6월, 10월에 번식을 한다.

## 분포 및 서식지
파푸아뉴기니 중부 지역 길웨산의 경사면에서 발견된다. 해발 2,195m와 2,660m 사이의 아고산지대 초원과 이끼숲, 너도밤나무숲에서 서식한다.